# 2520 Новоросійськ
2520 Новоросійськ (2520 Novorossijsk) — астероїд головного поясу, відкритий 26 серпня 1976 року.
Тіссеранів параметр щодо Юпітера — 3,205.